# NGC 2402/1
NGC 2402/1 је елиптична галаксија у сазвежђу Мали пас која се налази на NGC листи објеката дубоког неба.
Деклинација објекта је + 9° 38' 51" а ректасцензија 7h 30m 46,5s. Привидна величина (магнитуда) објекта NGC 2402 износи 14,1 а фотографска магнитуда 15,1. NGC 24021 је још познат и под ознакама UGC 3891, MCG 2-19-4, CGCG 57-15, PGC 21176.